# Santi Maria e Gallicano
Santi Maria e Gallicano ou Igreja dos Santos Maria e Galicano, conhecida também como San Gallicano, é (ou era) uma igreja de Roma, Itália, localizada no rione Trastevere, em via San Gallicano. Era dedicada a São Galicano. Esta igreja não aparece mais nos registros da Diocese de Roma e, aparentemente, não ocorrem mais no local eventos litúrgicos. Presume-se que esteja desconsagrada.

## História
É uma igreja anexa do Hospital dos Santos Maria e Galicano (em italiano:  Ospedale dei Santi Maria e Gallicano), construída entre 1726 e 1729, durante o pontificado do papa Bento XIII, por Filippo Raguzzini, responsável também pelo hospital, cujo objetivo era curar os afligidos por doenças de pele.
Na fachada, uma placa recorda a reforma de 1925 e, acima do portal, está uma inscrição que relembra a fundação do hospital. O interior da igreja é em cruz grega com quatro absides. No altar-mor está uma peça da "Madona com o Menino, São Galicano e três enfermos", de Marco Benefial, autor também das obras que decoram dois dos altares laterais, o de São Filipe Néri e o de Nossa Senhora das Neves.

## Galeria

Imagens
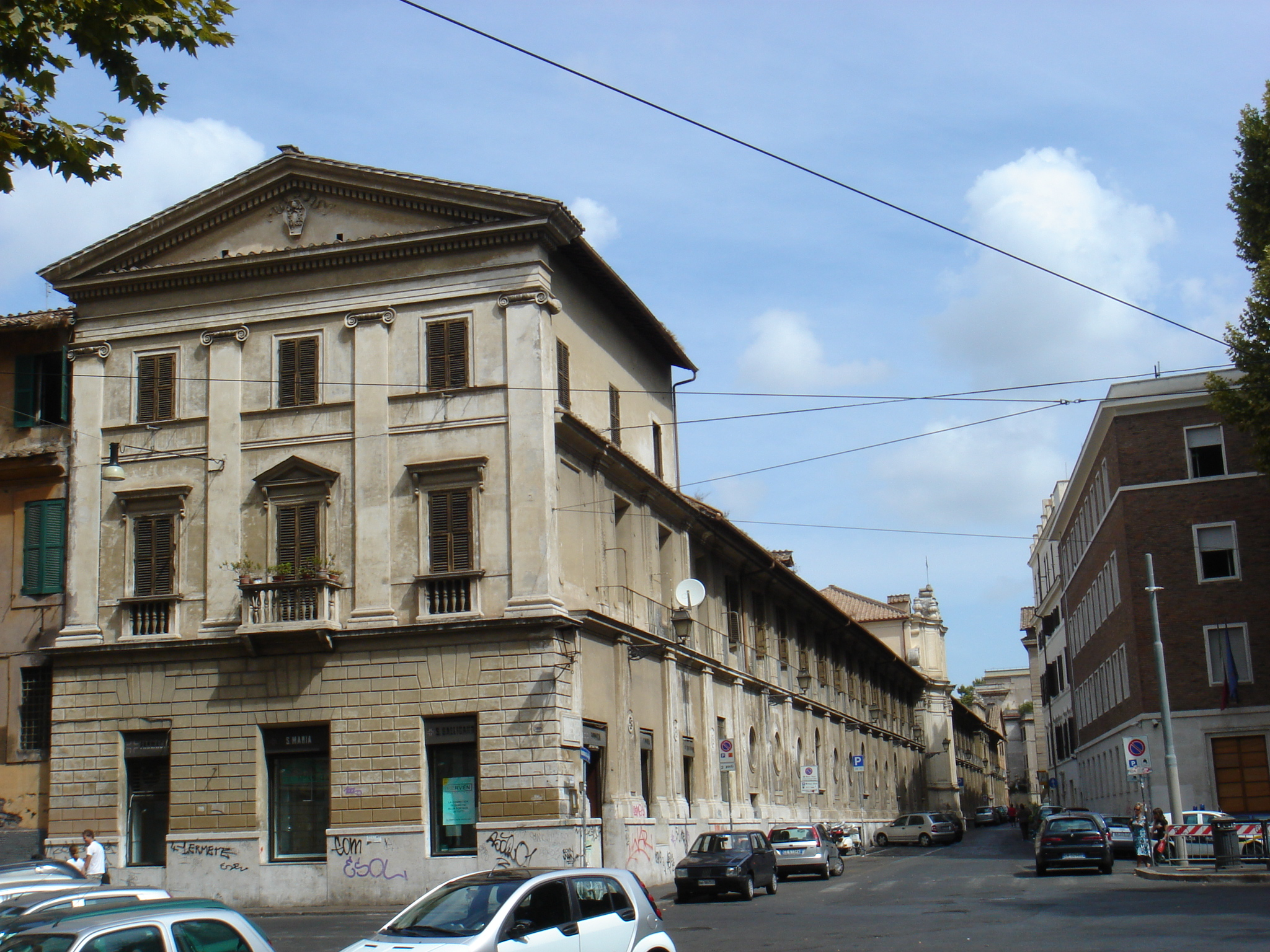
Vista do hospital de São Galicano.